# Otto Kirn
Otto Kirn (* 23. Januar 1857 in Heslach; † 18. August 1911 in Leipzig) war ein deutscher lutherischer Theologe und Hochschullehrer.

## Leben
Kirn durchlief die Seminare in Blaubeuren und Maulbronn, an denen er unter anderem vom Philosophen Karl Christian Planck ausgebildet wurde. An der Universität Tübingen studierte er von 1875 bis 1880 Philosophie und Theologie, wo er Mitglied der Verbindung Normannia Tübingen wurde.   Anschließend war er von 1881 bis 1884 Repetent am Tübinger Stift. 1886 erwarb er den Grad eines Lic. theol. mit der Arbeit Die christliche Vollkommenheit und 1889 wurde er schließlich zum Dr. phil. mit der Dissertation Kants transcendentale Dialektik in ihrer Bedeutung für die Religionsphilosophie promoviert. Während seiner Zeit als Doktorand war er von 1885 bis 1889 in Besigheim als Diaconus tätig.
Nach seiner Promotion wandte Kirn sich nach Basel. Dort begann er 1889 als Privatdozent für neutestamentliche und systematische Theologie, wurde 1890 außerordentlicher und schließlich 1894 ordentlicher Professor der Universität Basel auf diesem Gebiet. Bereits ein Jahr darauf wechselte er als ordentlicher Professor für Systematische Theologie an die Theologische Fakultät der Universität Leipzig. An der Fakultät war er 1900/1901 und 1906/1907 Dekan. Er verstarb im Amt.
Bereits 1896 verlieh ihm die Universität Tübingen die theologische Ehrendoktorwürde (Dr. theol. h.c.).

## Publikationen (Auswahl)
- Goethes Lebensweisheit in ihrem Verhältniss zum Christentum, Leipzig 1900.
- Grundriß der evangelischen Dogmatik, Leipzig 1905.
- Grundriss der theologischen Ethik, Leipzig 1906.
- Die Leipziger Theologische Fakultät in fünf Jahrhunderten, Leipzig 1909.
- Die sittlichen Forderungen Jesu, Berlin 1910.